# St. Hippolyt und St. Erhard (Algund)

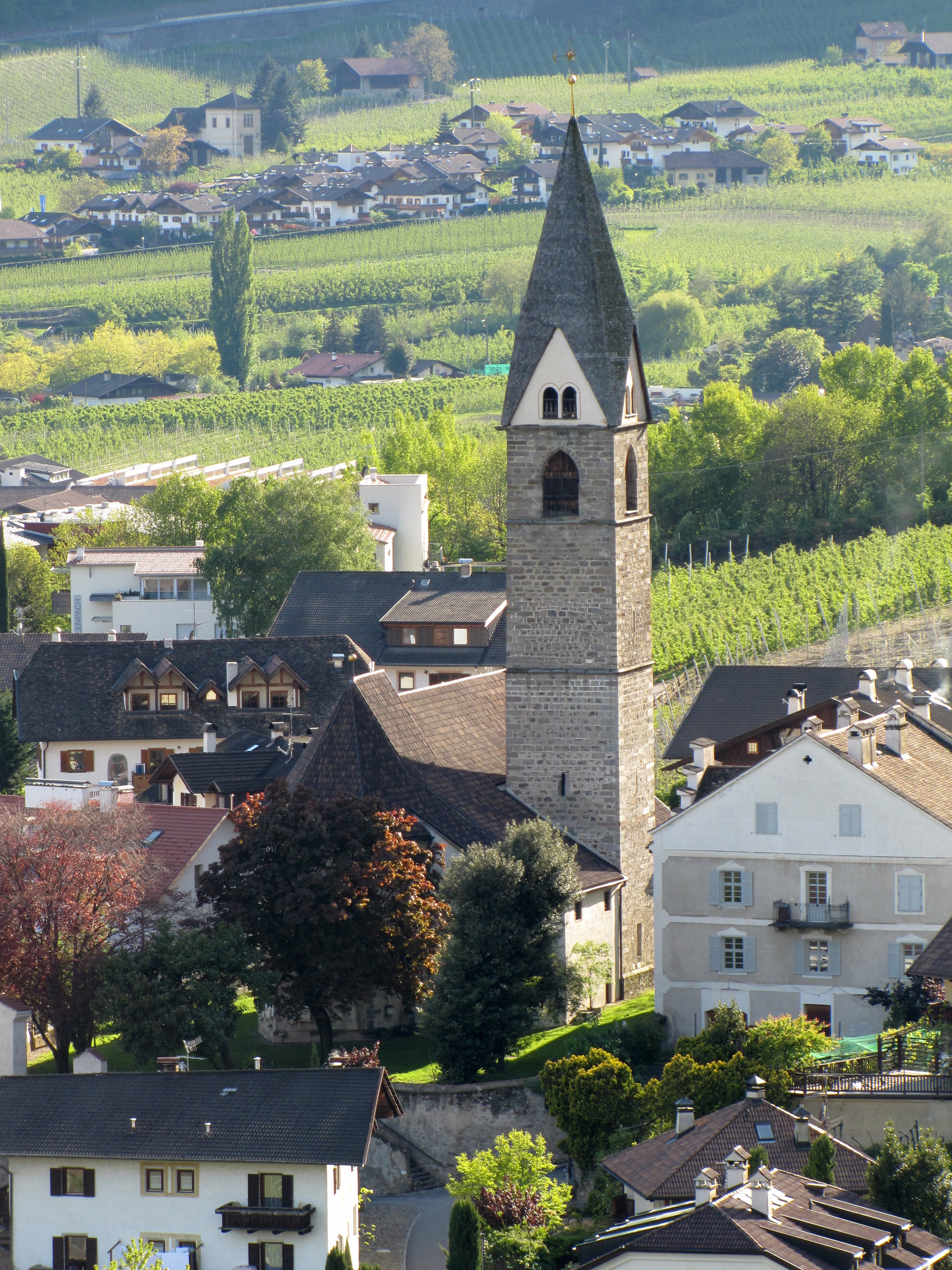
St. Hippolyt und St. Erhard in Algund

Die Kirche St. Hippolyt und St. Erhard in Algund in Südtirol war bis 1977 Pfarrkirche des Ortes. 1979 wurde das im Ortsteil Dorf stehende Gotteshaus unter Denkmalschutz gestellt.
Die Pfarrkirche wurde 1178 als Marienkirche erwähnt. Von diesem romanischen Vorgängerbau sind noch zwei Reliefs mit Fabelwesen, einem Einhorn und einem Greif, erhalten. Erst später erhielt sie das Patrozinium der Heiligen Hippolyt und Erhard. Nach einer Vergrößerung und dem Turmaufbau wurde die Kirche 1446 erneut geweiht. Um 1500 wurde der Turm um zwei Stockwerke erhöht. Von 1618 bis 1628 erfolgten eine Verlängerung und die Einwölbung des Langhauses durch Francesco Lucchese.
Der Hauptaltar und beide Seitenaltäre wurden von Josef Wassler von 1871 bis 1876 erstellt. Die Medaillons am Triumphbogen stammen von Cassian Dapoz, wie auch das  Deckengemälde mit einer Darstellung Moses mit der ehernen Schlange.
Die Orgel mit freistehendem Spieltisch baute Mathias Mauracher im Jahr 1842.

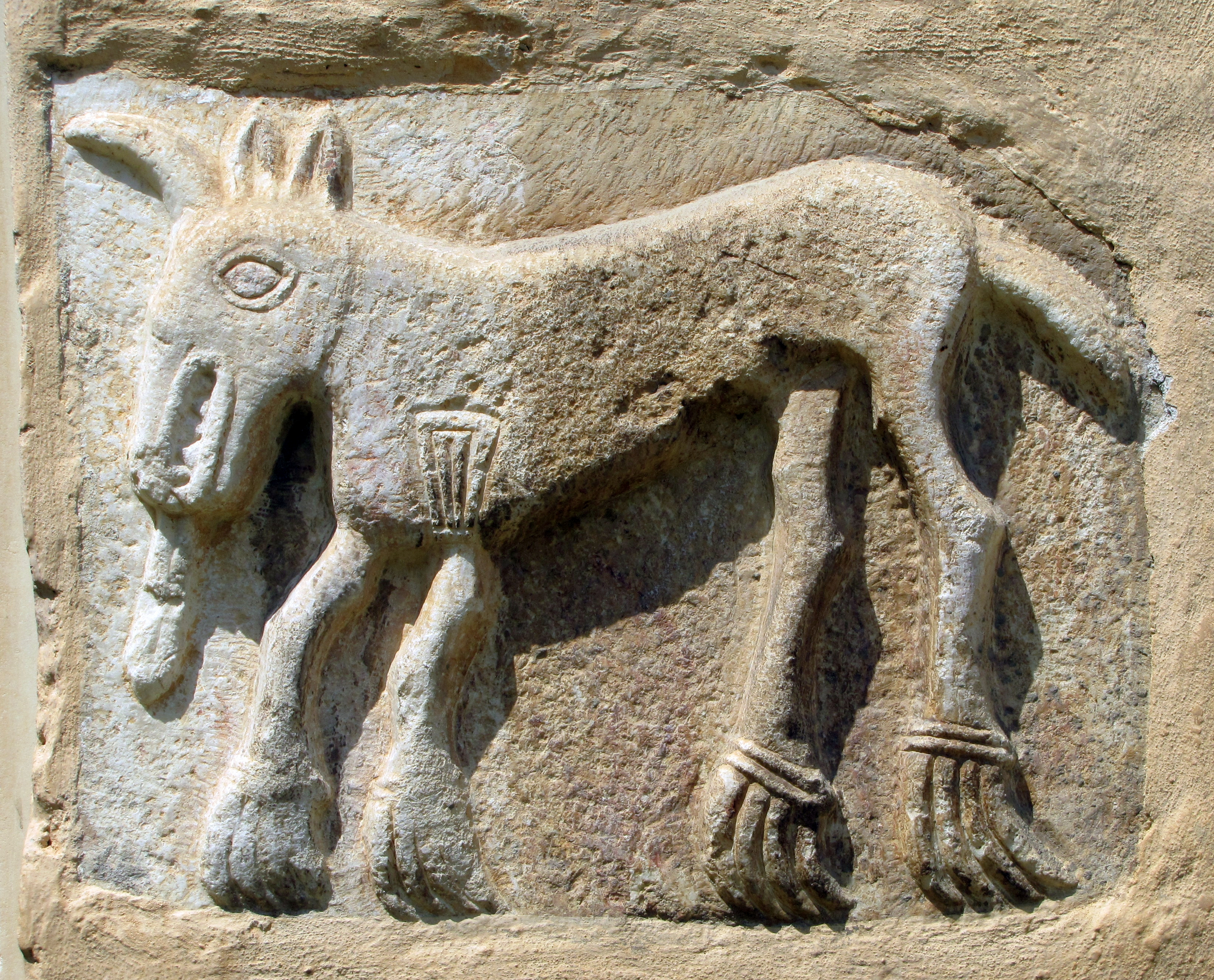
Einhorn, um 1140
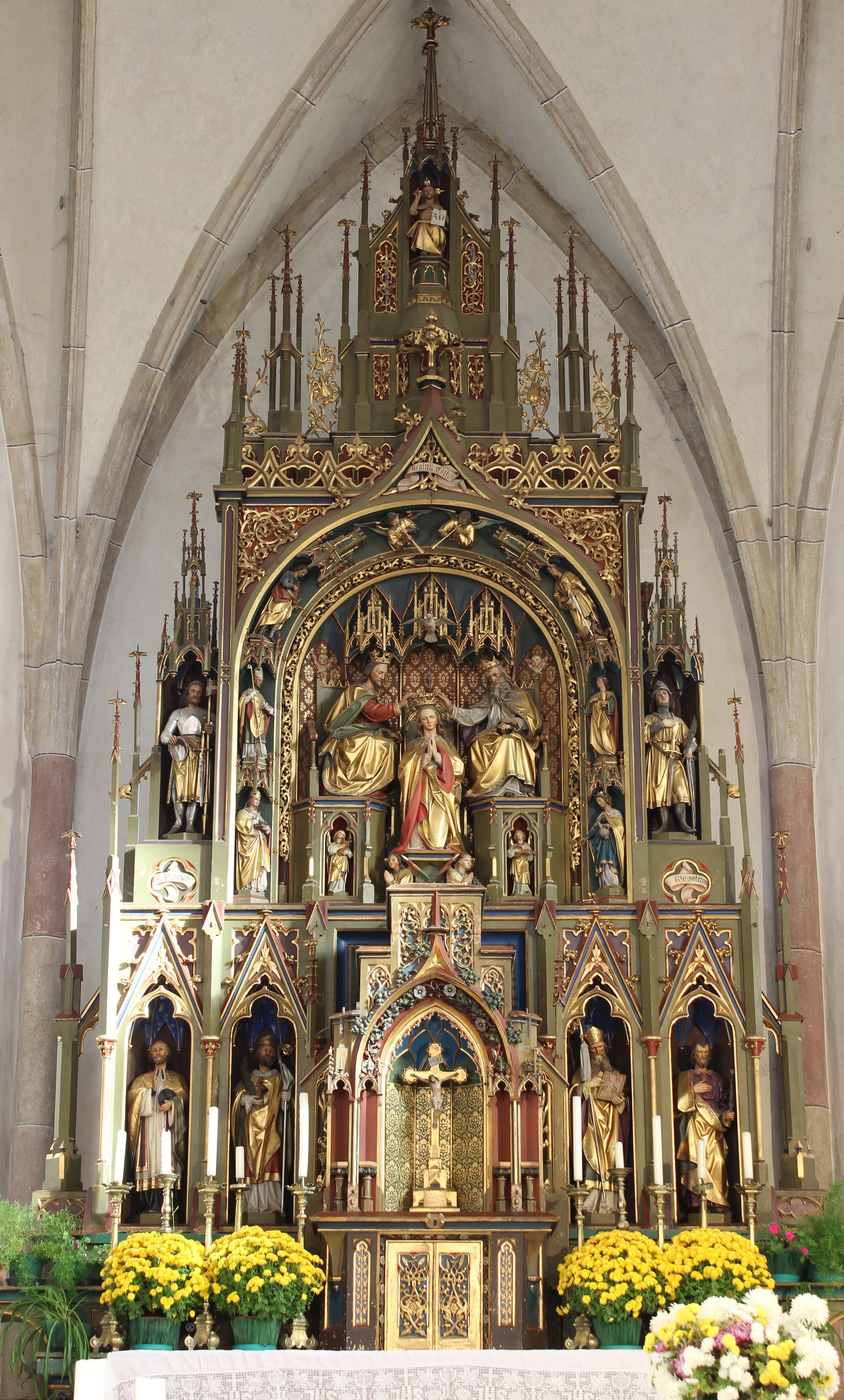
Hochaltar von Josef Waßler, 1871
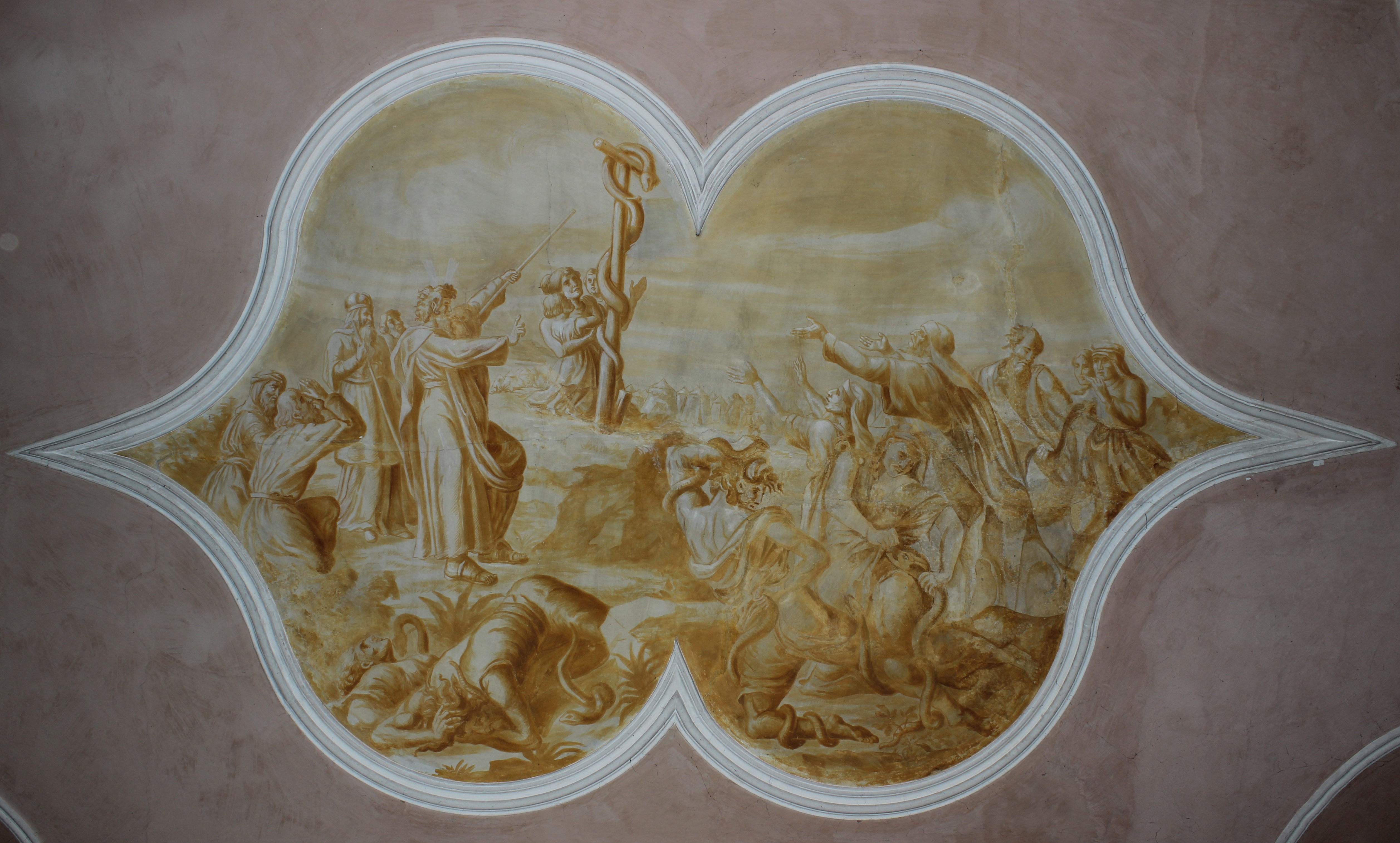
Moses mit der ehernen Schlange